# Standardy zapachowej jakości powietrza
Standardy zapachowej jakości powietrza – wartości określające poziom uciążliwości niepożądanych zapachów powietrza atmosferycznego, który nie powinien być przekraczany w danym miejscu. Ochrona zapachowej jakości powietrza jest elementem opieki zdrowotnej, zgodnie z definicją zdrowia, sformułowaną przez WHO w roku 1948 – odrzucającą postrzeganie zdrowia i choroby wyłącznie w kategoriach biologiczno-medycznych, a przywiązującą wagę również do dobrostanu psychicznego i społecznego.
Poziom uciążliwości określa się, zwykle wskazując odniesiony do skali roku percentyl stężenia zapachowego (łącznego stężenia odorantów, oznaczanego olfaktometrycznie). W Niemczech zastosowano również pojęcie „godzin odorowych”, których częstość – określana np. w skali roku – nie powinna przekraczać ustalonych poziomów dopuszczalnych.
W różnych krajach graniczne poziomy uciążliwości są ustalane na różnych szczeblach administracji (rządowym lub lokalnym)

.  W Polsce może je określić minister właściwy do spraw środowiska w porozumieniu z ministrem właściwym do spraw zdrowia na podstawie art. 222 Prawa Ochrony Środowiska.
Popularną miarą stopnia uciążliwości, odczuwanej w określonym miejscu otoczenia źródła zanieczyszczeń powietrza, jest częstość występowania rozpoznawalnego zapachu w skali roku. Uznaje się, że niepożądane "incydenty odorowe", spowodowane równoczesnym wystąpieniem niekorzystnej sytuacji technologicznej i meteorologicznej, są akceptowane, jeżeli zdarzają się sporadycznie (np. 100–200 godzin w roku). Właściwe urzędy administracji wskazują, jakie częstości należy uznawać za akceptowalne w określonych warunkach. Tak zdefiniowane standardy lub poziomy odniesienia są wykorzystywane w czasie rozpatrywania:
- skarg na nadmierną uciążliwość istniejących obiektów działalności gospodarczej
- wniosków o pozwolenia na rozpoczęcie nowej działalności

W pierwszym wypadku:
1. wykonuje się olfaktometryczne pomiary emisji zapachowej (zwykle metodą olfaktometrii dynamicznej)[11][12][13][a] z zaskarżanego źródła
2. przeprowadza się modelowanie dyspersji emitowanych odorantów w otoczeniu (obliczenia częstości występowania zapachu w skali roku)[14]
3. porównuje się wyniki obliczeń ze standardem i – w razie potrzeby – określa się rodzaj niezbędnych działań naprawczych (np. zmiany technologii i jakości surowców, hermetyzacja instalacji, zainstalowanie bardziej skutecznych urządzeń do dezodoryzacji gazów)

W drugim wypadku:
1. oszacowuje się wielkość spodziewanej emisji na podstawie informacji o wynikach pomiarów, wykonanych w analogicznych obiektach już istniejących; w wielu przypadkach są wykorzystywane tzw. wskaźniki emisji zapachowej, czyli opublikowane wartości emisji jednostkowej, np. odniesionej do jednego tucznika w fermie określonego typu[15] lub do jednej tony rzepaku, przetwarzanego na olej rzepakowy w określony sposób[16],
2. przeprowadza się modelowanie dyspersji spodziewanego strumienia w otoczeniu miejsca planowanej lokalizacji nowego zakładu[16]
3. porównuje się wyniki obliczeń ze standardem, co pozwala wyciągnąć wnioski dotyczące poprawności lokalizacji[16]; zgoda na rozpoczęcie działalności jest – w razie potrzeby – warunkowana np. zmniejszeniem wielkości produkcji, zmianą sposobu wyrzutu gazów odlotowych (np. wyższy komin) lub zainstalowaniem bardziej skutecznych urządzeń do dezodoryzacji tych gazów

## Podstawy prawnej ochrony zapachowej jakości powietrza
Podstawowymi instrumentami prawnej ochrony przed odorami są metody:
- olfaktometrycznych pomiarów stężenia zapachowego zanieczyszczeń strumieni gazów emitowanych do atmosfery z takich źródeł jak zakłady przemysłowe, fermy chowu i hodowli zwierząt, obiekty gospodarki komunalnej i inne
- obliczeń stężenia zapachowego w otoczeniu emitorów z wykorzystaniem modelowania rozprzestrzeniania się odorantów w atmosferze
- badań subiektywnych opinii ludzi na temat stopnia odczuwanej  uciążliwości i o hedonicznej jakości zapachu, charakterystycznego dla różnych rodzajów działalności gospodarczej

### Pomiary stężenia zapachowego i emisji zapachowej
Oceniając jakość środowiska, przyjmuje się, że wszystkie obce zapachy – przyjemne i nieprzyjemne – mogą być wrażeniami niepożądanymi ("odorami"). Przyczyną uciążliwości są zwykle wieloskładnikowe mieszaniny wonnych związków o bardzo zróżnicowanych stężeniach i właściwościach zapachowych (np. próg wyczuwalności, rodzaj zapachu, jakość hedoniczna, współczynnik Webera-Fechnera, charakteryzujący zależność intensywności zapachu od stężenia). Określenie ich jakościowego i ilościowego składu (przeważnie bardzo trudne) nie jest miarodajne z punktu widzenia ocen uciążliwości zapachu. Z tego powodu w inżynierii środowiska stężenia odorantów są określane łącznie metodami olfaktometrycznymi. W pomiarach olfaktometrycznych uczestniczy zespół – co najmniej 4 osoby spełniające określone w normie kryteria sensorycznej wrażliwości. Wynikiem pomiaru jest wartość takiego stopnia rozcieńczenia (Z) badanej próbki czystym powietrzem, po którym jest osiągany zespołowy próg wyczuwalności (Z50%). Bezwymiarowemu stosunkowi objętości próbki po rozcieńczeniu i przed rozcieńczeniem nadano wymiar stężenia, uzgadniając, że w chwili osiągnięcia progu wyczuwalności stężenie jest równe jednej europejskiej jednostce zapachowej w metrze sześciennym (cod = 1 ouE/m3).

### Modelowanie dyspersji odorantów

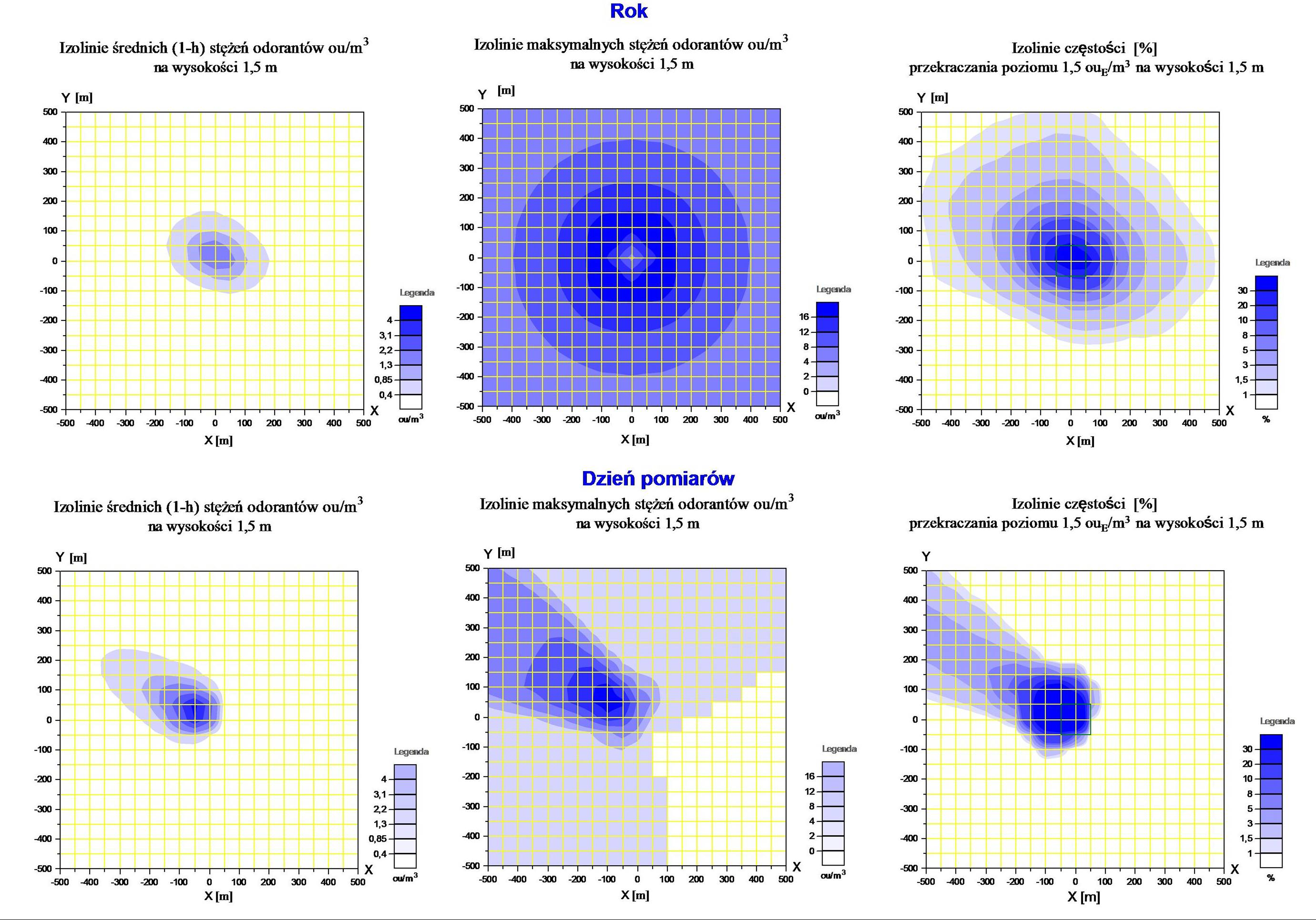
Przykłady wyników modelowania, dotyczących roku lub okresu o określonej sytuacji meteorologicznej (np. doba)

Zgromadzenie informacji o wielkości emisji zapachowej, parametrach wyrzutu gazu, „szorstkości podłoża” (np. rodzaj zabudowy, zadrzewienia), prędkości wiatru i stanie równowagi atmosfery pozwala oszacować stężenie zapachowe cod,xyz w każdym punkcie smugi zanieczyszczeń (x – odległość od emitora w linii wiatru, y – odległość punktu obliczeniowego od centrum smugi, mierzona prostopadle do linii wiatru, z – wysokość punktu obliczeniowego). Wyniki obliczeń odpowiadają średnim wartościom rzeczywistym, odniesionym do 60 minut (cod,60). Sposób modelowania dyspersji zanieczyszczeń powietrza określa Rozporządzenie Ministra Środowiska.
Wykonując obliczenia dotyczące roku, uwzględnia się zmienność warunków meteorologicznych. Stężenia, występujące w węzłach siatki obliczeniowej otaczającej emitor, oblicza się dla 36. wyodrębnionych sytuacji meteorologicznych. Każdą z tych sytuacji charakteryzuje inny komplet trzech parametrów: jeden z 12 kierunków wiatru, jedna z 11. klas prędkości wiatru i jeden z 6. stanów równowagi atmosfery. Odpowiednie dla różnych obszarów róże wiatrów umożliwiają określenie prawdopodobieństwa wystąpienia każdej z tych sytuacji w skali roku. Statystyki meteorologiczne są opracowywane na podstawie wyników systematycznych wieloletnich pomiarów, wykonywanych w sieci stacji meteorologicznych. W Polsce wyniki pomiarów udostępnia Instytut Meteorologii i Gospodarki Wodnej.
Komplet informacji o wielkości i warunkach emisji odorantów oraz o warunkach ich rozprzestrzeniania się (meteorologicznych i topograficznych) pozwala obliczyć – dla każdego węzła siatki obliczeniowej:
- stężenia średnie i maksymalne w skali roku
- wartości stężenia, które nie są w tym punkcie przekraczane częściej niż np. przez 2% godzin roku (obliczenia można wykonać dla innych założonych częstości)
- częstości przekraczania (w skali roku) wskazanych poziomów stężenia zapachowego

Wyniki obliczeń są przedstawiane na wykresach (izolinie stężeń zapachowych lub częstości przekraczania wartości odniesienia). Poglądowe przykłady (powyżej) ilustrują wyniki oceny uciążliwości hipotetycznego emitora, ulokowanego w centrum obszaru o powierzchni 1 km². Wykresy górnego wiersza uzyskano, korzystając z całorocznej róży wiatrów okolic Warszawy, wykresy wiersza dolnego – dla hipotetycznych warunków panujących w jednym dniu (wiatr południowo-wschodni). W obu wierszach na pierwszym wykresie (po lewej) przedstawiono wartości stężenia średniego (odpowiednio – dla roku i doby), na środkowych – stężenia maksymalnego, po prawej – udziały określonej wartości stężenia (poziom odniesienia równy 1,5ouE/m3) w całym zbiorze wartości, uzyskanych dla każdego punktu obliczeniowego. Większe nasycenie granatowej barwy pola wykresu oznacza wyższe wartości stężenia zapachowego lub prawdopodobieństwa przekraczania wartości odniesienia. 
Weryfikację wyników modelowania dyspersji odorantów umożliwiają socjologiczne badania opinii mieszkańców otoczenia źródła zanieczyszczeń lub eksperckie pomiary stężenia zapachowego w powietrzu atmosferycznym, np. w smudze zanieczyszczeń w kilku różnych sytuacjach meteorologicznych. Pomiary stężenia wykonuje się metodami olfaktometrii terenowej, np. z użyciem olfaktometrów Nasal Ranger lub metodą pośrednią, na podstawie terenowych ocen intensywności zapachu.
Prace zmierzające do normalizacji procedur, rozpoczęte w roku 2006, są prowadzone przez międzynarodową Grupę Roboczą Europejskiego Komitetu Normalizacyjnego (CEN TC 264 WG27). 

### Badania subiektywnych opinii o zapachu i jego uciążliwości
Zanieczyszczenie powietrza odorantami wywołuje bezpośrednie, subiektywne reakcje mieszkańców otoczenia źródeł tych związków. Znajdują one wyraz w skargach kierowanych do różnych urzędów, zarządzających ochroną środowiska. Liczba skarg, napływających z określonego obszaru np. w ciągu roku, bywa uznawana za obiektywną miarę zapachowej jakości powietrza. Podobną rolę odgrywają wyniki profesjonalnych ankietyzacji. Procedury gromadzenia opinii i ich opracowywania muszą być zgodne ze szczegółowymi wytycznymi, takimi jak np. zawarte w niemieckich VDI
 lub w projekcie  horyzontalnej dyrektywy IPPC H4, przygotowanej przez Brytyjską Agencję Środowiska (przy współpracy specjalistów z innych państw)
.
Wyniki socjologicznych badań opinii o stopniu uciążliwości różnych obiektów działalności gospodarczej pozwalają badać zależność między subiektywnymi ocenami jakości powietrza (liczba skarg i negatywnych opinii wyrażanych w ankietach), a wynikami obiektywnych pomiarów i obliczeń (pomiary emisji zapachowej i obliczenia stężeń przygruntowych w otoczeniu emitorów). W czasie wieloletnich badań, prowadzonych przez ekipy międzynarodowe, stwierdzono potrzebę i możliwość dokonania klasyfikacji zakładów, opartej na opiniach ludności o hedonicznej jakości zapachu (często decydującej o uciążliwości. W tabeli zamieszczono fragment opracowanej klasyfikacji źródeł.  
| Hedoniczna jakość zapachu (potencjalna uciążliwość) | Źródła odorantów                                                          |
| zapach przyjemny lub neutralny (mała)               | Piekarnie, wytwórnie czekolady, browary...                                |
| zapach nieprzyjemny (średnia)                       | Chów i hodowla zwierząt, cukrownie…                                       |
| zapach wyjątkowo nieprzyjemny (duża)                | Oczyszczalnie ścieków, przetwórnie odpadów mięsnych i rybnych, rafinerie… |

## Standardy zapachowej jakości powietrza
Próby prawnego uregulowania problemu ochrony ludności przed narastającą zapachową uciążliwością działalności gospodarczej są prowadzone w wielu krajach przez dziesięciolecia. Już w latach 60. rozpoczęto przygotowania do wprowadzenia prawnych regulacji, np. w Holandii i Japonii. 
W obu wymienionych krajach pierwsze regulacje dotyczyły ferm hodowlanych.
W roku 1971 holenderskie ministerstwo do spraw środowiska (the Ministry of Public Planning, Housing and the Environment in the Netherlands) wydało wytyczne, w których określono minimalne odległości nowych ferm od istniejących zabudowań mieszkalnych.
W tym samym okresie podjęto intensywne prace, zmierzające do opracowania wiarygodnych technik "ilościowych pomiarów zapachu". Zdecydowano, że pomiary stężenia odorantów powinny być wykonywane metodą olfaktometrii dynamicznej, zgodnie ze znormalizowaną procedurą (norma NVN 2820). W roku 1984 Ministerstwo ustanowiło ograniczenia częstości przekraczania wskazanych  poziomów stężenia zapachowego wokół uciążliwych zakładów, należących do różnych branż. W okresie wdrażania przepisów kryteria stopniowo zmieniano.
Badania, które prowadzono w tym samym okresie w Japonii, doprowadziły do ustanowienia "Offensive Odor Control Law" w roku 1972. Zdecydowano, że podstawą administracyjnych decyzji będą wyniki oznaczeń stężenia zapachowego, wykonywanych metodą rozcieńczeń statycznych.
Efektem badań prowadzonych w wymienionych i innych krajach jest bogaty zbiór różnorodnych rozwiązań, możliwych do zastosowania w różnych sytuacjach. Większość z nich opiera się na założeniu, że zapachowa uciążliwość, subiektywnie oceniana w odniesieniu do dłuższych okresów, może być wyrażona jako funkcja dwóch parametrów – częstości pojawiania niepożądanego zapachu i intensywności wrażenia (uciążliwość często występujących wrażeń słabych może być podobna do uciążliwości sporadycznie występujących wrażeń bardzo silnych). Ilustruje to poglądowy wykres (zobacz - galeria G1), na którym wzrost uciążliwości wyrażono wzrostem nasycenia szarego tła. Rozmycie granicy między obszarem uciążliwości akceptowalnej i nieakceptowalnej jest związane z licznymi czynnikami (zróżnicowanie indywidualnych wrażliwości węchu ludzi, sposób użytkowania terenu, gospodarcza sytuacja w regionie itp).
Ochrona zapachowej jakości powietrza polega najczęściej na urzędowym wskazaniu jednego lub kilku punktów na rozmytej granicy między obszarem uciążliwości akceptowalnej i nieakceptowanej. Punkty położone na pionowej linii, przecinającej to pole, wskazują graniczne wartości stężenia odorantów, które występuje w środowisku przez określoną część roku (np. stężenie równe 1 ouE/m3, 2ouE/m3, 3 ouE/m3, ... nie częściej niż przez 2% godzin roku; wartość percentyla 98). W innych krajach jest preferowane wskazywanie punktów odniesienia (standardów) na linii poziomej (np. stężenie równe 1 ouE/m3 nie częściej niż przez 3%, 5%, 8% godzin roku). Różnica między oboma sposobami wyrażania standardu nie jest istotna z punktu widzenia mieszkańców otoczenia. Wskazuje osobom wykonującym modelowanie dyspersji sposób prezentacji wyników obliczeń, np. izolinie percentyla 98 lub izolinie częstości przekraczania stężenia 1 ouE/m3).
Na ilustracjach zamieszczonych w galerii G2 przedstawiono, dla przykładu, punkty wskazane w przepisach niemieckich (1993) i holenderskich (1993 i 2002). Na trzecim z rysunków tej galerii wskazano wartości (punkty), które miały pełnić funkcję polskich standardów zapachowej jakości powietrza, zgodnie z ustawą o przeciwdziałaniu zapachowej uciążliwości (projekt z roku 2008).
Prace nad projektem ustawy zostały wstrzymane w 2010. Od tej chwili jedyny zapis, dotyczący prawnej ochrony zapachowej jakości powietrza, jest zawarty w Prawie Ochrony Środowiska. Możliwy jest powrót do prac dotyczących projektu rozporządzenia Ministra Środowiska, o którym mowa w  art. 222 ustawy. Pierwsze wersje projektu rozporządzenia, które były opracowane w latach 2001–2005.
W galerii G3 zilustrowano standardy, które zostały określone w projekcie tzw. horyzontalnej "dyrektywy odorowej" IPPC H4. Pierwszą wersję projektu opublikowano w roku 2002. Ostateczny projekt został skierowany do konsultacji w roku 2009; po dyskusji i zatwierdzeniu dokument opublikowano w roku 2011.

## Efekty wprowadzenia regulacji prawnych (przykłady)

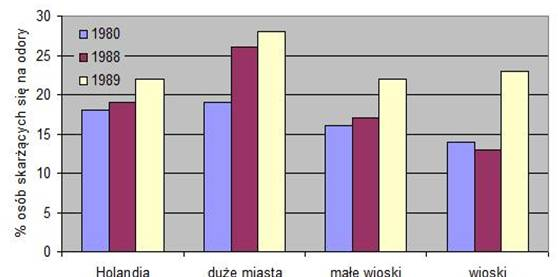
Holandia 1980–89: % osób skarżących się na odory

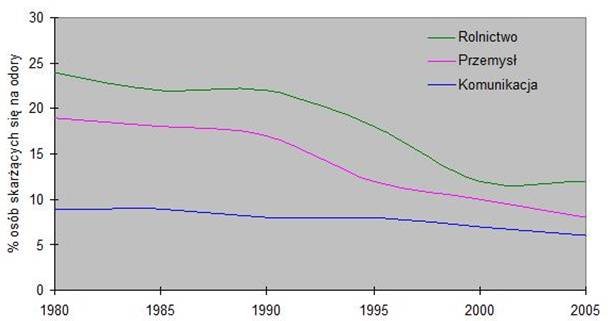
Holandia 1980–2005: % osób skarżących się na odory

Potwierdzenie skuteczności wprowadzonych regulacji prawnych wymaga wykonywania wieloletnich badań opinii mieszkańców różnych regionów kraju - o zróżnicowanych sposobach zagospodarowania (np. miasta, obszary przemysłowe, tereny rolnicze). Takie badania są systematycznie prowadzone w różnych krajach. Na ilustracjach przedstawiono część wyników zgromadzonych w Holandii w latach 1980–2005. Po wprowadzeniu standardów zapachowej jakości powietrza zaobserwowano około dwukrotny spadek udziału negatywnych opinii o zapachu w ankietach dotyczących jakości środowiska.
Podobny spadek liczby skarg na odory zaobserwowano w Japonii. Przed wprowadzeniem prawnych regulacji ich liczba szybko rosła, osiągając w roku 1972 poziom około 25. tysięcy. Po wprowadzeniu standardów notowano z roku na rok coraz mniej skarg, do około 10. tysięcy w 1993.
Po osiągnięciu tego poziomu dalszego spadku nie obserwowano. Rozpoczął się ponowny stopniowy wzrost liczby skarg na zapach spalarni odpadów, co jest wyjaśniane wzrostem świadomości zagrożenia zdrowia przez emisję dioksyn.
W Polsce analizę skarg na odory rozpoczęto na początku lat 90. XX wieku, w ramach przygotowań do wydania aktów prawnych dot. ochrony zapachowej jakości powietrza. Standardy nie zostały określone, co jest jedną z przyczyn szybkiego wzrostu liczby skarg, kierowanych m.in. do Inspektoratów Ochrony Środowiska.
| Przyczyny skarg            | 2006 | 2007 | 2010 | 2011 | 2012 | 2013 |
| -------------------------- | ---- | ---- | ---- | ---- | ---- | ---- |
| Jakość powietrza (łącznie) | 1170 | 1156 | 1134 | 1316 | 1323 | 1342 |
| Uciążliwości zapachowe     | 396  | 591  | 517  | 738  | 869  | 1002 |
| Udział skarg na odory, %   | 34   | 51   | 45,6 | 56,1 | 65,7 | 74,7 |